# Franz von Neumann

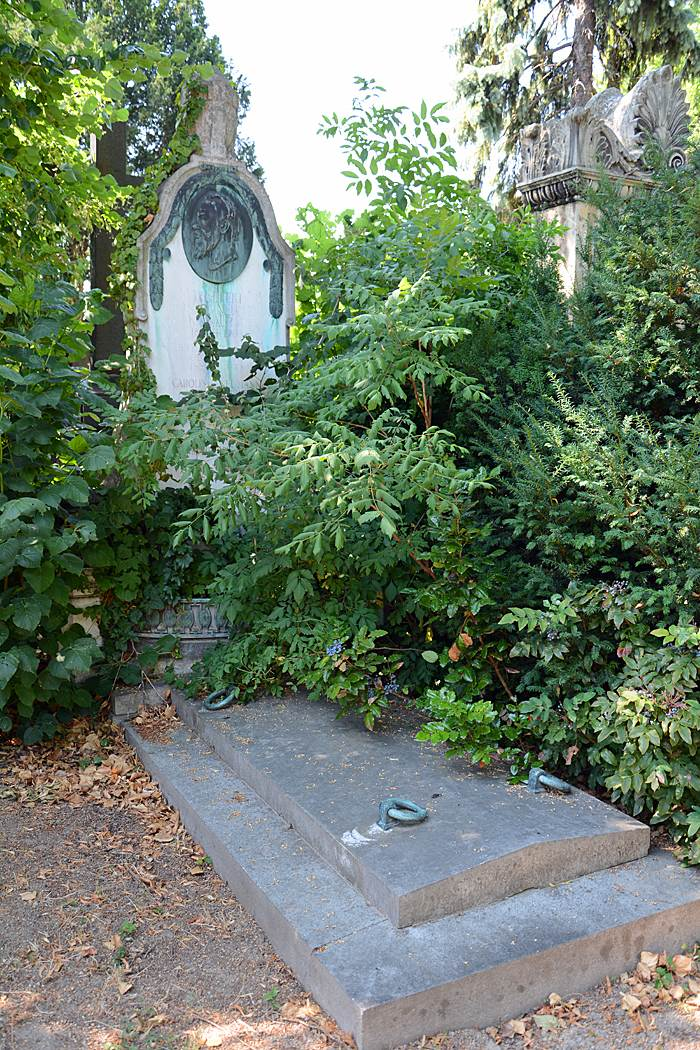
Tumba de Franz von Neumann en el Cementerio Central de Viena (Zentralfriedhof).

Franz Ritter von Neumann el Joven (Viena, 16 de enero de 1844-Viena, 1 de febrero de 1905) fue un arquitecto austriaco.

## Biografía
Neumann provenía de una familia de notables arquitectos: su padre Franz Neumann (1815-1888) y su hermano Gustav von Neumann (1856-1928) eran ambos bien conocidos en Viena. Empezó su carrera como un aprendiz de Eduard van der Nüll y August Sicard von Sicardsburg, y después se unió al personal de Friedrich von Schmidt.
Las principales obras de Neumann incluyen (en Viena, si no se especifica):
- Observatorio Kuffner, 1886
- Memorial a Liebenberg, 1887
- Habsburgwarte, 1889
- Ayuntamiento de Liberec, Liberec (entonces Reichenberg), 1893
- Ayuntamiento de Frýdlant  1893
- Iglesia de San Leopoldo en Donaufeld, 1914

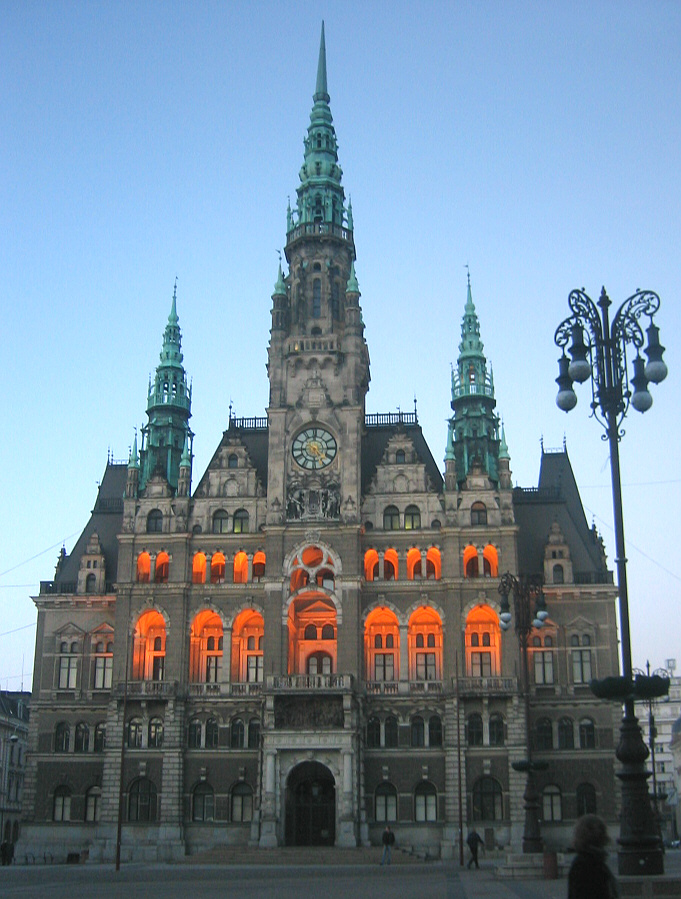
Ayuntamiento de Liberec (1892)
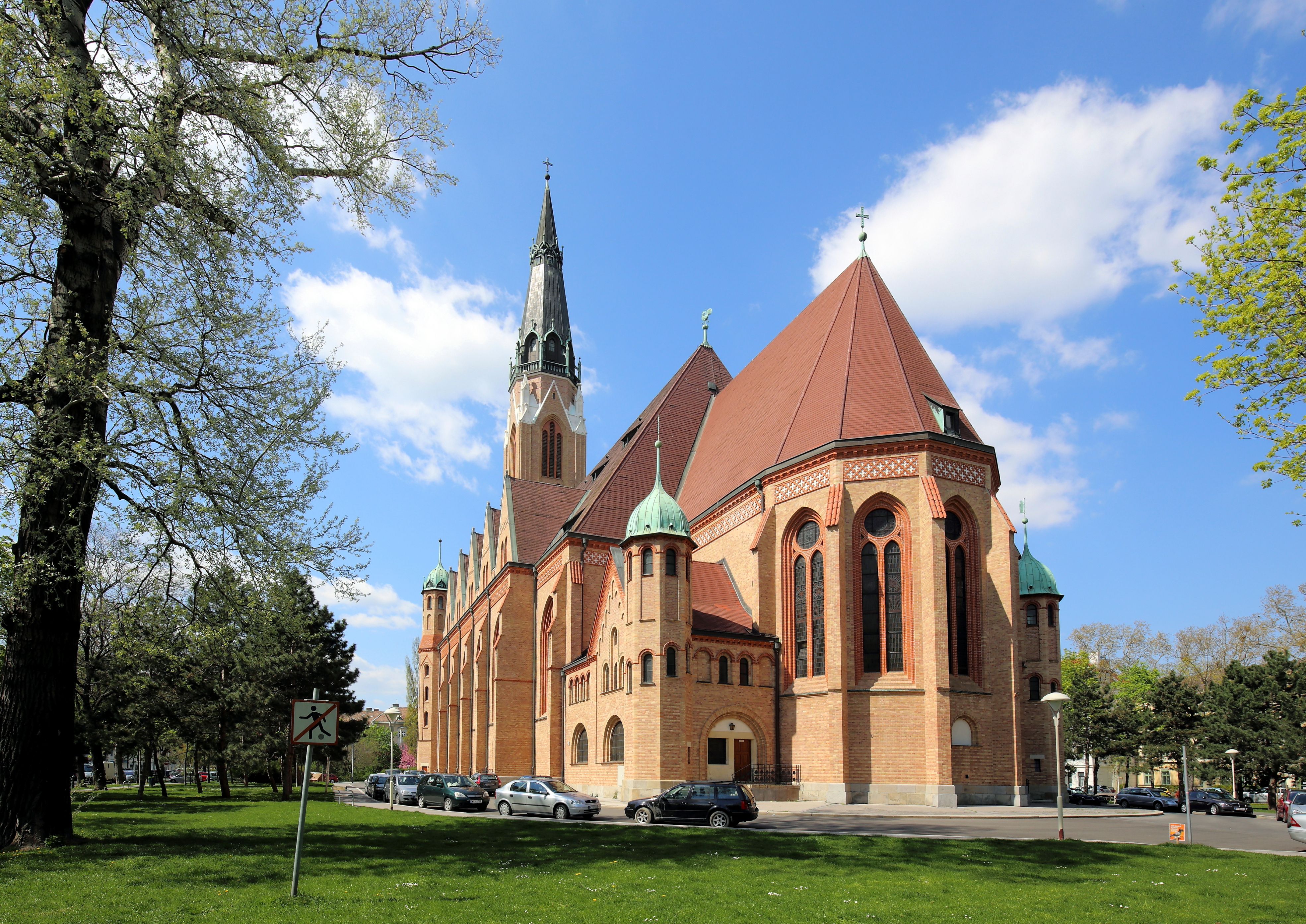
Iglesia parroquial de Donaufel (1905)
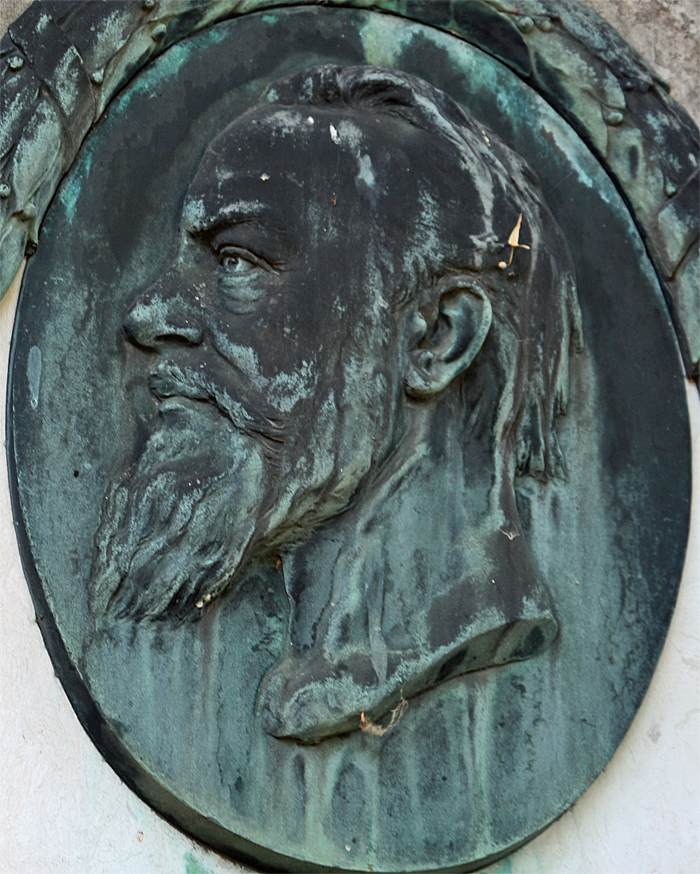
Relieve en la tumba de Neumann